# Miguel Taronita
Miguel Taronita (em grego: Μιχαήλ Ταρωνίτης) foi um aristocrata bizantino e cunhado do imperador Aleixo I Comneno (r. 1081–1118). Ele esteve envolvido na conspiração contra seu cunhado e foi banido em 1094.

## Vida
Miguel pertenceu à aristocrática família Taronita, um clã de origem principesca armênia originária de Taraunitis. Seu pai, o patrício Gregório Taronita, esteve envolvido numa conspiração contra o grande doméstico Constantino, irmão do imperador Miguel IV, o Paflagônio (r. 1034–1041). Em ca. 1061-1063, Miguel casou-se com Maria Comnena, a filha mais velha do grande doméstico João Comneno e Ana Dalassena, e irmã do futuro imperador Aleixo I Comneno (r. 1081–1118). Em 1070, Miguel acompanhou seu cunhado, Manuel Comneno, em campanha contra os turcos seljúcidas, e foi levado prisioneiro com ele e Nicéforo Melisseno. Manuel, contudo, logo persuadiu o líder turco Crisósculo a entrar em serviço bizantino e os três foram libertados. Sua carreira até a ascensão ao trono de Aleixo I em 1081 é desconhecida.
Como imperador, Aleixo rapidamente promoveu Miguel às mais altas dignidades cortesãs (protosebasto e protovestiário) antes de conferir-lhe o título recém-criado de panipersebasto, que colocou-o em pé de igualdade com o césar Nicéforo Melisseno. Apesar destas altas honrarias, ele envolveu-se na conspiração de Nicéforo Diógenes, o filho e brevemente coimperador de Romano IV Diógenes (r. 1068–1071). A conspiração foi descoberta em junho de 1094, e seus líderes, Diógenes, Miguel Taronita e Catacalo Cecaumeno foram banidos e suas propriedades confiscadas. Os outros conspiradores foram logo depois cegados, mas Taronita escapou de seu destino devido a intervenção de sua esposa. Seu destino após isso é desconhecido, bem como de Maria Comnena; ela pode ter se tornado freira com o nome monástico Ana. Ambos já haviam certamente falecido cerca de 1136.
O casal teve dois filhos, e possivelmente uma filha, que podem ter sido nomeados Ana, mas é de outro modo desconhecida. Os filhos eram:
- João Taronita (nascido ca. 1067), que serviu como governador provincial e comandante e suprimiu a revolta de seu primo Gregório Taronita.[12][13]
- Gregório Taronita (nascido ca. 1075/1080), protovestiário e ministro chefe durante o começo do reinado de João II Comneno (r. 1118–1143).[14]